# Christine Jorgensen
Christine Jorgensen  (Nueva York, 30 de mayo de 1926 - San Clemente, 3 de mayo de 1989) fue una actriz  estadounidense transgénero, que se convirtió en la primera en haber tenido una cirugía de afirmación de género exitosa.

## Biografía
Jorgensen fue la segunda hija del carpintero George William Jorgensen Sr. y su esposa, Florence Davis Hansen. Creció en el conflictivo barrio del Bronx, Nueva York y en su autobiografía de 1967 se describió como «un muchacho frágil, rubio, introvertido, que huía de las peleas a puñetazos y los juegos rudos». Después de graduarse de la secundaria, en 1945 se alistó en el Ejército de los Estados Unidos y participó en la Segunda Guerra Mundial. Después de su servicio asistió a varias escuelas y tuvo varios trabajos; por este tiempo había oído sobre una cirugía para modificar su género. Viajó a Europa y en Copenhague (Dinamarca) pidió un permiso especial para experimentar una serie de operaciones que empezaron en 1951.
Regresó a los Estados Unidos y su transformación fue el 1 de diciembre de 1952 el tema de primera plana en el New York Daily News. Incorrectamente fue presentada como la primera persona sometida a una operación de reasignación de sexo, cuando lo había sido la artista danesa Lili Elbe en 1930, Jorgensen fue la primera en que también se incluyó terapia hormonal. Se convirtió al instante en una celebridad, utilizando su fama para defender a los transgénero con franqueza e ingenio. Jorgensen trabajó como actriz y artista de cabaret y grabó varias canciones.

## Homenajes
En 1970 su vida fue llevada a la pantalla grande en la pelícila The Christine Jorgensen Story, por el director Irving Rapper, basándose para el guion en su autobiografía, encarnando el actor John Hansen a su protagonista. La historiadora y crítica teórica transgénero Susan Stryker dirigió y produjo una película documental experimental sobre Jorgensen, Christine in the Cutting Room. En 2010 también presentó una conferencia en la Universidad de Yale titulada "Christine in The Cutting Room: Christine Jorgensen Transsexual Celebrity and Cinematic Embodiment".
En 2014, en el film Predestination (basado en el relato corto All You Zombies de Robert A. Heinlein), el papel principal tiene referencias a Jorgensen.